# Таманрасет (област)
Тамангасет (на арабски: ولاية تمنراست) е област на Алжир. Населението ѝ е 176 637 жители (по данни от април 2008 г.), а площта 556 200 кв. км. Намира се в часова зона UTC+01. Телефонният ѝ код е +213 (0) 29. Областта е наречена на нейния административен център, който носи същото име.